# شهرستان پاتر (داکوتای جنوبی)
شهرستان پاتر، داکوتای جنوبی (به انگلیسی: Potter County, South Dakota) یک سکونتگاه مسکونی در ایالات متحده آمریکا است که در داکوتای جنوبی واقع شده‌است.

## خصوصیات
شهرستان پاتر ۲٬۳۲۷ کیلومترمربع مساحت دارد.